# Vermoeden van Poincaré
In 1904 stelde Henri Poincaré dat er een eenvoudig criterium moet zijn om te zien of een n-dimensionale gekromde ruimte de vorm van een n-sfeer heeft.
De n-sfeer of n-dimensionale sfeer is de veralgemening van de gewone tweedimensionale sfeer naar hogere dimensies, of nog: de rand van een (n+1)-dimensionale bol.
Concreet zegt het vermoeden van Poincaré dat elke gesloten gekromde ruimte die homotoop is met een sfeer, er ook homeomorf mee is. Velen hebben in de twintigste eeuw gezocht naar een bewijs voor dit vermoeden, zonder succes. In 1960 werd het bewijs geleverd voor ruimten van dimensie groter dan vier door Stephen Smale. Michael Freedman vervolledigde dit in 1983 voor dimensie vier. Voor dimensie n=3 bleef het probleem open tot 2002. In die vorm was het een van de millenniumprijsproblemen waarvoor een prijs van 1 miljoen dollar is uitgeloofd door het Clay Mathematics Institute met officiële probleembeschrijving. In 2002 en 2003 zijn er bewijzen opgesteld door Grigori Perelman, die daarna wereldwijd door wiskundigen werden bestudeerd en aangevuld.
Exact geformuleerd luidt het probleem in drie dimensies:
Zij {\displaystyle V} een compacte driedimensionale (topologische) variëteit (zonder rand). Kan de fundamentaalgroep van {\displaystyle V} triviaal zijn zonder dat {\displaystyle V} homeomorf is met {\displaystyle S^{3}}, de driedimensionale sfeer?
In het algemeen is homotopie-equivalentie zwakker dan homeomorfisme, zelfs binnen de beperkte klasse der compacte driedimensionale variëteiten; getuigen hiervan de lensruimten van Tietze.

## Geschiedenis

### Vraag die Poincaré zich stelde
Aan het begin van de 20e eeuw werkte Henri Poincaré aan de grondslagen van de topologie - een gebied dat eerst combinatorische topologie en later algebraïsche topologie werd genoemd. Hij was met name geïnteresseerd in welke topologische eigenschappen een sfeer karakteriseerden.
Poincaré beweerde in 1900 dat homologie, een instrument dat hij op basis van eerder werk van Enrico Betti had ontwikkeld, voldoende zou zijn om te bepalen dat een 3-variëteit een 3-sfeer was. In een artikel uit 1904 kwam hij echter met een tegenvoorbeeld, een ruimte, die men tegenwoordig de Poincaré-homologiesfeer noemt, die zijn claim uit 1900 ontkrachtte. De Poincaré-sfeer was het eerste voorbeeld van een homologiesfeer, een variëteit met dezelfde homologie als een sfeer. Om vast te kunnen stellen dat een Poincaré-sfeer zich onderscheidt van de 3-sfeer voerde Poincaré een nieuwe topologische invariante in, de fundamentaalgroep. Hij liet zien dat een Poincaré-sfeer een fundamentaalgroep van orde 120 heeft, terwijl de 3-sfeer een triviale fundamentaalgroep heeft. Door gebruik te maken van deze fundamentaalgroep kon hij vaststellen dat het daadwerkelijk om twee verschillende ruimten gaat.
In hetzelfde artikel vroeg Poincaré zich af of een 3-variëteit met de homologie van een 3-sfeer en een triviale fundamentaalgroep een 3-sfeer moest zijn. Poincaré's nieuwe voorwaarde - dat wil zeggen de "triviale fundamentaalgroep' - kan worden geherformuleerd als dat "elke lus tot een punt kan worden ingekrompen."
De oorspronkelijke formulering was als volgt: 
Beschouw een compacte 3-dimensionale variëteit V zonder begrenzing. Is het mogelijk dat de fundamentaalgroep van V triviaal kan zijn, ook al is V niet homeomorf met de 3-dimensionale sfeer?
Poincare heeft nooit verklaard of hij geloofde dat deze extra voorwaarde de 3-sfeer zou karakteriseren, maar toch staat de verklaring dat dit wel het geval is, bekend als het vermoeden van Poincaré. Hieronder de standaardvorm van het vermoeden: 
Elke enkelvoudig samenhangende, gesloten 3-variëteit is homeomorf met de 3-sfeer.

### Pogingen tot oplossing
Dit probleem lijkt enige decennia weinig aandacht te hebben getrokken. Dit veranderde in de jaren dertig van de twintigste eeuw toen J.H.C. Whitehead eerst claimde een bewijs te hebben gevonden, maar dit vervolgens moest intrekken. Gedurende dit proces ontdekte Whitehead een aantal interessante voorbeelden van enkelvoudig samenhangende niet-compacte 3-variëteiten niet homeomorf met R3. Het prototype van deze voorbeelden wordt nu de Whitehead-variëteit genoemd.
In de jaren vijftig en zestig van de twintigste eeuw meenden andere wiskundigen een bewijs te hebben gevonden, maar elke keer bleek het bewijs niet sluitend te zijn.  Invloedrijke wiskundigen zoals Bing, Haken, Moise en Papakyriakopoulos vielen het vermoeden aan. In 1958 bewees Bing een zwakke versie van het vermoeden van Poincaré: als elke enkelvoudige gesloten kromme van een compacte 3-variëteit is vervat in een 3-bal, dan is de variëteit homeomorf met de 3-sfeer. Bing beschreef ook een aantal van de valkuilen, waarin men gemakkelijk in kon trappen, bij pogingen het vermoeden van Poincaré te bewijzen.
Na verloop van tijd kreeg het vermoeden van Poincaré de reputatie lastig aan te pakken te zijn. John Milnor becommentarieerde dat de fouten in de ongeldige  bewijzen soms "nogal subtiel en moeilijk opspoorbaar" kunnen zijn. Het werk aan het vermoeden van Poincaré leidde tot een beter begrip van 3-variëteiten. Deskundigen waren vaak terughoudend om bewijzen aan te kondigen, en neigden ernaar dergelijke aankondiging met scepticisme te bekijken. De jaren tachtig en negentig van de twintigste eeuw zagen een aantal veelbesproken misleidende bewijzen (die niet daadwerkelijk in collegiaal getoetste vorm werden gepubliceerd).
Een uiteenzetting van de diverse pogingen om het vermoeden van Poincaré te bewijzen vindt men in het ook voor niet-wiskundigen bedoelde boek, "Poincare's Prize" van George Szpiro.

### In andere dimensies
De classificatie van gesloten oppervlakken geeft een bevestigend antwoord op de analoge vraag in twee dimensies. Voor dimensies groter dan drie, kan men het veralgemeende vermoeden van Poincaré opstellen: is een homotopische n-sfeer homeomorf met de n-sfeer? De sterkere veronderstelling is noodzakelijk, in dimensies vier en hoger zijn er enkelvoudig samenhangende variëteiten die niet homeomorf zijn met een n-sfeer.
Terwijl het vermoeden in dimensie drie plausibel leek, dacht men in het algemeen dat het veralgemeende vermoeden niet waar zou zijn. In 1961 schokte Stephen Smale de wiskundige wereld door het veralgemeende vermoeden van Poincaré voor dimensies groter dan vier te bewijzen. Smale gebruikte zijn bij dit bewijs ontwikkelde technieken om de fundamentele h-cobordisme stelling te bewijzen. In 1982 bewees Michael Freedman het vermoeden van Poincaré in dimensie vier. Het werk van Freedman liet de mogelijkheid open dat er een gladde vier-variëteit bestaat die homeomorf, maar niet diffeomorf is met de vier-sfeer. Dit zogenaamde gladde vermoeden van Poincaré, in dimensie vier, blijft open en wordt als zeer moeilijk beschouwd. Milnors exotische sferen laten  bijvoorbeeld zien dat het gladde vermoeden van Poincaré onwaar is in dimensie zeven.
Deze eerdere successen in hogere dimensies lieten het vermoeden van Poincaré voor drie dimensies nog in het ongewisse. Om verschillende redenen was het vermoeden van Poincaré in wezen waar voor zowel dimensie vier als alle hogere dimensies. In dimensie drie had het vermoeden van Poincaré echter een onzekere reputatie totdat het vermeetkundigingsvermoeden van Thurston het vermoeden van Poincaré in een raamwerk voor alle 3-variëteiten plaatste. John Morgan schreef:

"Het is mijn mening dat, voor Thurstons werk over hyperbolische 3-variëteiten en... het vermeetkundigingsvermoeden van Thurston er tussen de deskundigen geen consensus bestond over de vraag of het vermoeden van Poincaré waar of onwaar was. Na het werk Thurston's, ondanks het feit dat dit werk niet van directe invloed was op het vermoeden van Poincaré, ontwikkelde zich een consensus dat het vermoeden van Poincaré (en het vermeetkundiginsvermoeden) waar waren."

### Het programma van Hamilton en de oplossing door Perelman

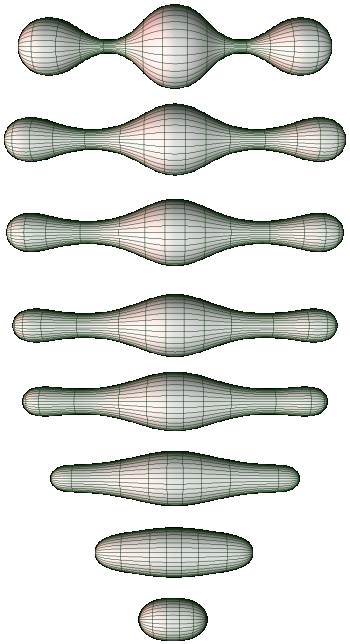
Verschillende fasen van de Ricci-stroom op een twee-dimensionale variëteit.

Het programma van Hamilton startte met een artikel van Richard S. Hamilton uit 1982, waarin deze de Ricci-stroom op een variëteit introduceerde en liet zien hoe men deze variëteit kon gebruiken om in enkele bijzondere gevallen het vermoeden van Poincaré te bewijzen. In de volgende jaren breidde hij dit werk uit, maar hij was niet in staat om het vermoeden van Poincaré te bewijzen. De werkelijke oplossing werd niet gevonden totdat Grigori Perelman van het Steklov-instituut voor wiskunde in Sint-Petersburg zijn artikelen publiceerde, waarbij hij gebruik maakte van ideeën uit het werk van Hamilton.
Eind 2002 en in 2003 plaatste Perelman drie artikelen op de arXiv site. In deze artikelen schetste hij een bewijs van het vermoeden van Poincaré en een meer algemeen vermoeden, het vermeetkundigingsvermoeden van Thurston. Hiermee completeerde hij het Ricci-stroom-programma, waarvan de contouren eerder door Richard S. Hamilton waren geschetst. En hoewel Perelman met zijn drie artikelen het bewijs leverde voor het vermoeden van Poincaré en het vermeetkundigingsvermoeden van Thruston noemt hij deze twee wiskundigen en hun vermoedens geen enkele keer bij naam in zijn drie artikelen. Uit die publicaties wordt wel duidelijk dat hij bij zijn bewijs gebruik maakt van het seminale werk van Richard S. Hamilton. Naar verluidt zou Perelman mede bedankt hebben voor de 1 miljoen dollar prijs van het Clay Institute wegens een gebrek aan erkenning van het instituut voor het werk van Hamilton. Van mei tot juli 2006 hebben diverse groepen artikelen gepresenteerd, die details van het bewijs van Perelman van het vermoeden van Poincaré als volgt invulden:
- Bruce Kleiner en John W. Lott plaatsten in mei 2006 een artikel op de arXiv site, dat de details van het bewijs van Perelman van het vermeetkundigingsvermoeden invulde.[10]
- Huai-Dong Cao en Xi-Ping Zhu publiceerden in juni 2006 een artikel in de Asian Journal of Mathematics, waarin zij een volledig bewijs van het vermoeden van Poincaré en het vermeetkundigingsvermoeden gaven. Hierin maakten zij gebruik van eerder werk door Kleiner en Lott.[11]
- John Morgan en Gang Tian plaatsten in juli 2006 een artikel op de arXiv site. Daarin gaven zij een gedetailleerd bewijs van alleen het vermoeden van Poincaré (wat iets makkelijker is dan het bewijs van het volledige vermeetkundigingsvermoeden)[12] en werkten dit uit tot een boek.[13]

## Voetnoten
1. ↑  R.H. Bing, Necessary and sufficient conditions that a 3-manifold be S3, The Annals of Mathematics, 2nd Ser. Vol 68, issue 1, pag 17-37, 1958 zie hier
2. ↑  R.H. Bing, Some aspects of the topology of 3-manifolds related to the Poincaré conjecture, Lectures on Modern Mathematics, Vol. II, pag 93-128, Wiley, 1964, New York
3. ↑  "The Poincaré Conjecture 99 Years Later: A Progress Report" (Het vermoeden van Poincaré 99 jaar later: een voortgangsrapport), Milnor, John, 2004
4. ↑  Robert, Matthews, $1 million mathematical mystery "solved",  zie hier, NewScientist.com ,9 april 2002
5. ↑  Morgan, John W., Recent progress on the Poincaré conjecture and the classification of 3-manifolds (Recente vooruitgang bij het vermoeden van Poincaré en de classificatie van 3-variëteiten).
Bull. Amer. Math. Soc. (N.S.) 42 (2005), nr. 1, 57-78
6. ↑  Hamilton, Richard, Drie-variëteiten met positieve Ricci-kromming, Journal of Differential Geometry, vol 17, pag 255-306, 1982, herdrukt in: Cao, H.D. coauteurs = et al.., Collected Papers on Ricci Flow, International Press, 2003,  ISBN 978-1571461100
7. ↑  Perelman, G, The entropy formula for the Ricci flow and its geometric applications (De entropieformule voor de Ricci-stroom en haar meetkundige toepassingen), arXiv DG 0211159, 2002
8. ↑  Perelman, G, Ricci flow with surgery on three-manifolds (Ricci-stroom met chirurgie op drie-variëteiten), arXiv DG 0303109, 2003
9. ↑  Perelman. G, Finite extinction time for the solutions to the Ricci flow on certain three-manifolds (Eindige uitdovingstijd voor de oplossingen van de Ricci-stroom op bepaalde drie-variëteiten), arXiv DG 0307245, 2003
10. ↑  Bruce Kleiner, John W. Lott, Notes on Perelman's Papers (Opmerkingen bij de artikelen van Perelman), arXiv DG 060566, 2006
11. ↑  Huai-Dong Cao en Xi-Ping Zhu, A Complete Proof of the Poincaré and Geometrization Conjectures - application of the Hamilton-Perelman theory of the Ricci flow (Een volledig bewijs van het vermoeden van Poincaré en het vermeetkundigingsvermoeden - toepassing van de Hamilton-Perelman-theorie van de Ricci-stroom, zie hier, Asian Journal of Mathematics, vol 10, nr 2, juni 2006, Erratum.pdf zie hier[dode link]. Herziene versie (december 2006): Huai-Dong Cao, Xi-Ping Zhu, Perelman's Proof of the Poincaré Conjecture and the Geometrization Conjecture , arXiv, DG 0612069, 2006
12. ↑  John Morgan, coauteur Gang Tian, Ricci Flow en de Poincare Vermoeden, arXiv, DG 0607607, 2006
13. ↑  John Morgan en Gang Tian, Ricci-stroom en het vermoeden van Poincaré, Clay Mathematics Institute, ISBN 0821843281, 2007